# Pteris paucipinnula
Pteris paucipinnula là một loài dương xỉ trong họ Pteridaceae. Loài này được X.Y.Wang & P.S.Wang mô tả khoa học đầu tiên năm 2001.
Danh pháp khoa học của loài này chưa được làm sáng tỏ. 